# Jacques Hébert
Jacques René Hébert (15. studenog 1757. – 24. ožujka 1794. )  je bio francuski revolucionar i novinar. Za vrijeme revolucije je bio urednik ekstremističkih novina Le Père Duchesne.

## Mladost
Rođen je u gradu Alençon, u Normandiji kao sin zlatara, bivšeg suca i zamjenika konzula Jacques Hébert (umrlog 1766. ) te Marguerite Beunaiche de Houdrie (1727. – 1787.)
Studirao je pravo u Alençonu na tamošnjem fakultetu. Po svršetku studija je bio zaposlen kao činovnik u istom gradu.

## Revolucija
Hébert je predlagao program koji se može sintetizirati kao neodređen socijalizam, koji je nagovijestio značajno miješanje države u gospodarstvo. Ujedno se on zalagao za ateizam i bio je žestoki neprijatelj Katoličke Crkve (Francuska revolucija je najprije zaplijenila materijalna dobra Crkve, zatim izgnala iz države mnogo tisuća svećenika, potom pod prijetnjom smrtne kazne zabranila samostanski život, te naposljetku u listopadu 1793. godine posve zabranila katoličanstvo, pri čemu se svećenike, osobe koje su ih skrivale ili makar prisustvovale Svetoj Misi kažnjavalo smrću).
Potkraj 1792. postao je zamjenik Pierre-Gasparda Chaumettea i načelnik nove Pariške komune te u tom svojstvu izazvao mržnju žirondinaca.
Dan poslije ubojstva Jean Paula Marata osporio je Jacquesu Rouxu i Bijesnima djelovanje novina Ami du peuple (prijatelji naroda) iako je ideološki bio blizak toj struji. Njegovi odnosi s Robespierreom su bili promjenjivi. Suprotstavljanje umjerenima ih je zbližavalo no dijelilo ih je do potpunog nepovjerenja Robespierreovo nepovjerenje zbog demagogije i rastućih socijalnih zahtjeva hebertista.
Za vrijeme revolucionarnog terora 1793. – 1794., Hébert je bio predvodnik najagresivnije struje pobornika masovnih ubijanja. U vrijeme kada počinju prevladavati snage koje se protive najgorim oblicima terora, napadima na hebertiste pridružuje se i sam Robespierre. Kao posljedica tih političkih napada, Hébert je zajedno s 19 svojih pristalica giljotiniran 24. ožujka 1794. godine; kratko vrijeme nakon toga okončano je razdoblje revolucionarnog terora (krajem vladavine terora smatra se dan 28. srpnja 1794, kada je na giljotini pogubljen sam Robespierre).

## Vanjske poveznice
- http://www.britannica.com/EBchecked/topic/259015/Jacques-Rene-Hebert
- http://www.bookrags.com/biography/jacques-rene-hebert/